# Anna Krassuzka
Anna Dmytriwna Krassuzka (ukrainisch Анна Дми́трівна Красуцка, engl. Transkription Anna Krasutska; * 20. Juli 1995) ist eine ukrainische Leichtathletin, die sich auf den Dreisprung spezialisiert hat.

## Sportliche Laufbahn
Erste internationale Erfahrungen sammelte Anna Krassuzka bei den Jugendweltmeisterschaften 2011 in der Metropolregion Lille, bei denen sie mit 12,91 m den sechsten Platz belegte. Anschließend gewann sie beim Europäischen Olympischen Jugendfestival in Trabzon mit 13,00 m die Bronzemedaille. Im Jahr darauf schied sie bei den Juniorenweltmeisterschaften in Barcelona mit 12,49 m in der Qualifikation aus. 2013 wurde sie bei den Junioreneuropameisterschaften in Rieti mit einer Weite von 12,84 m Neunte und bei den Juniorenweltmeisterschaften in Eugene mit 13,08 m Zehnte, wie auch bei den U23-Europameisterschaften 2015 in Tallinn mit 13,13 m. 2018 nahm sie erstmals an den Europameisterschaften in Berlin teil, schied dort aber mit 13,88 m in der Qualifikation aus. Im Jahr darauf belegte sie zunächst bei den Halleneuropameisterschaften in Glasgow mit einer Weite von 13,95 m im Finale den achten Platz. Im Juli wurde sie bei der Sommer-Universiade in Neapel mit 13,56 m Fünfte und im August Ukrainische Meisterin im Dreisprung. Zudem schied sie bei den Weltmeisterschaften in Doha in der Qualifikation aus. Ihre Ergebnisse ab den Halleneuropameisterschaften wurden später alle annulliert. Nach Ablauf ihrer Sperre belegte sie 2023 bei den Balkan-Meisterschaften in Kraljevo mit 13,48 m den sechsten Platz. Im Jahr darauf gelangte sie bei den Balkan-Meisterschaften in Izmir mit 13,57 m auf Rang neun und kurz darauf wurde sie bei den Europameisterschaften in Rom mit 13,71 m Elfte. 2025 verpasste sie dann bei den Halleneuropameisterschaften in Apeldoorn mit 13,19 m den Finaleinzug.

## Dopingsperre
Ende 2020 wurde Krassuzka nach Artikel 2.1 (Vorhandensein eines verbotenen Wirkstoffes) der Antidopingregeln von der Unabhängigen Integritätskommission (AIU) des Weltleichtathletikverbandes World Athletics ab dem 20. Februar 2019 für vier Jahre gesperrt und ihre Ergebnisse annulliert.

## Persönliche Bestleistungen
- Weitsprung: 6,32 m (+1,6 m/s), 19. Juli 2018 in Luzk
- Dreisprung: 14,15 m (+0,2 m/s), 21. Juli 2018 in Luzk